# Hruboňovo
Hruboňovo je obec na Slovensku v okrese Nitra. Obec vznikla v roce 1960 sloučením obcí Suľany a Výčapky. První písemná zmínka o části Suľany pochází z roku 1296, kdy byla uvedena pod názvem Zwlan.  První písemná zmínka o části Výčapky pochází z roku 1247, kdy byla uvedena pod názvem Wychap.

## Pamětihodnosti
V katastrálním území Výčapky je barokně–klasicistní kaštel z konce 17. století; v evidenci slovenských národních kulturních památek je jeho stav klasifikován jako dezolátní. 